# Krayner Teiche/Lutzketal
Das Naturschutzgebiet Krayner Teiche/Lutzketal liegt auf dem Gebiet der Gemeinde Schenkendöbern im Landkreis Spree-Neiße in Brandenburg.
Das Gebiet mit der Kenn-Nummer 1513 wurde mit Verordnung vom 6. Februar 2013 unter Naturschutz gestellt. Das rund 545 ha große Naturschutzgebiet erstreckt sich westlich, südlich und östlich von Krayne und nördlich und nordöstlich von Lübbinchen. Im Gebiet erstrecken sich die Krayner Teiche und das Speicherbecken Krayne. Südwestlich verläuft die B 320 und östlich die B 112. Im östlichen Bereich führt die Landesstraße L 46 durch das Gebiet.